# Hermann Prüßmann
Hermann Prüßmann (* 26. November 1899 in Mülheim an der Ruhr; † 15. Juli 1980 in Wamel am Möhnesee) war ein deutscher Maler und Grafiker.

## Leben und Wirken
Nach dem Schulbesuch in Mülheim an der Ruhr begann Hermann Prüßmann 1916 zunächst eine kaufmännische Lehre, wurde dann aber 1917 als Soldat eingezogen. Nachdem er aus dem Krieg zurückgekehrt war, setzte er 1919 seine Lehre fort und besuchte gleichzeitig die Kunstgewerbeschule in Essen. 1922 machte er die Bekanntschaft des Graphikers Hermann Kätelhön, der ihn in die graphischen Techniken einführte.
Der Mülheimer Museumsdirektor Werner Kruse vermittelte Prüßmann 1927 ein Stipendium der Leonhard-Stinnes-Stiftung, das ihm ein Studium an der Kunstakademie Dresden ermöglichte. Dort war er Meisterschüler von Otto Dix. 1928 heiratete er Luise Burkart. 1930 kehrte Prüßmann nach Mülheim zurück und lebte dort bis 1939 als freischaffender Künstler. Regelmäßig fuhr er in dieser Zeit ins Emsland, vor allem auf den Hümmling, wo einige Zeichnungen, Radierungen, Aquarelle und Ölgemälde entstehen. Während er als Soldat im Krieg war, siedelte seine Frau nach Wamel am Möhnesee über. Nach Kriegsende folgte Prüßmann seiner Frau. Durch regelmäßige Ausstellungen hielt er jedoch zeitlebens Kontakt zu seiner Heimatstadt Mülheim.
Mit Ansichten von Mülheimer Häusern und Straßen sowie Landschaftsbildern des Ruhrtales machte sich Prüßmann bereits in den 1930er-Jahren einen Namen in der Fachwelt. Auch seine westfälische Wahlheimat am Möhnesee hielt er in Zeichnungen, Radierungen, Aquarellen und Ölbildern fest.

## Ehrungen
Ruhrpreis für Kunst und Wissenschaft der Stadt Mülheim an der Ruhr (1979)

## Ausstellungen (Auswahl)
- 1929: Jahresausstellung Mülheimer Künstler im Städtischen Museum Mülheim an der Ruhr, Dezember 1929
- 1939: München, Große Deutsche Kunstausstellung
- 1946: Arnsberg, 1. Große Kunstausstellung Rhein-Ruhr. Malerei, Graphik, Plastik Sonderschau: Religiöse Kunst, 19. Oktober – 30. November 1946
- 1971: Münster, Kunst seit 1900 gesammelt im Landesmuseum Münster, 28. April – 19. Mai 1971, Westfälisches Landesmuseum Münster
- 1977: Hermann Prüssmann, Gemälde, Zeichnungen, Druckgraphik, 19. Juni – 14. August 1977, Westfälisches Landesmuseum Münster
- 1978: Sögel: Der Maler Hermann Prüßmann, 16. Juli – 24. September 1978, Schloss Clemenswerth
- 2011: Ausstellung des Kulturvereins Möhnesee im Alten Fachwerkhaus Stockebrand in Körbecke, 2. April – 8. Mai 2011
- 2011/12: Dresden, Neue Sachlichkeit in Dresden. Malerei der Zwanziger Jahre von Dix bis Querner, 1. Oktober 2011 – 8. Januar 2012, Kunsthalle im Lipsius-Bau
- 2016: Ausstellung des Kulturvereins Möhnesee im Alten Fachwerkhaus Stockebrand in Körbecke, 8. April bis 6. Juni 2016
- 2016: Sonderausstellung am Emslandmuseum Schloss Clemenswerth, 14. April – 30. Oktober 2016